# Cordillera Chila
La cordillera Chila es una alineación montañosa del Perú situada en el departamento de Arequipa, que constituye uno de los ramales meridionales de la Cordillera Occidental de los Andes. Forma parte del Arco volcánico del Perú y actúa como divisoria de aguas continentales que fluyen al océano Pacífico y al océano Atlántico. Se extiende en dirección noroeste-sureste a lo largo de 80 km, presentando una superficie glaciar de 33,89 km², siendo su máxima elevación el nevado Chila, con 5.655 m s. n. m. Esta cordillera tiene gran importancia pues de sus glaciares bajan las primeras aguas que dan nacimiento al río Amazonas.

## Geografía

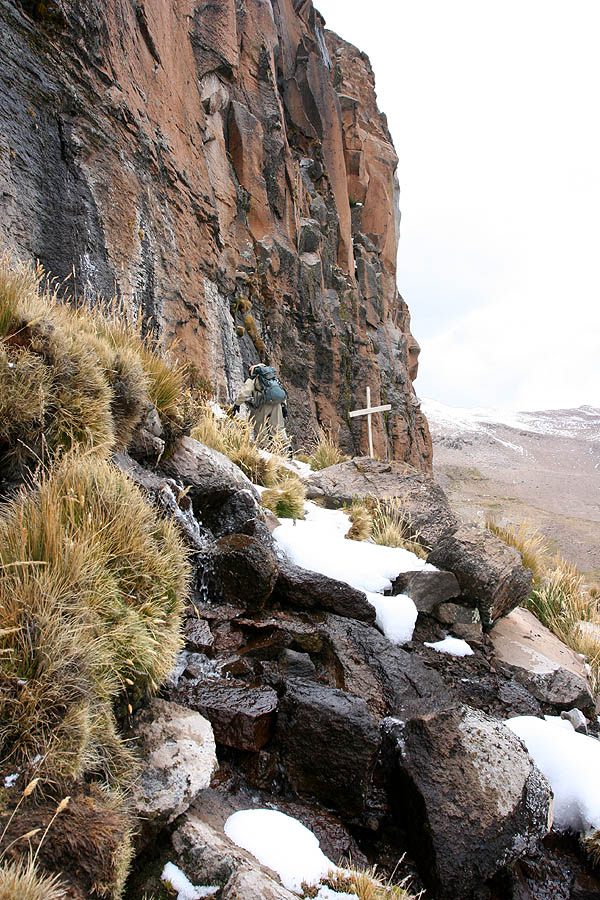
Nacimiento del Amazonas en el nevado Quehuisha.

### Ubicación geográfica
La Cordillera Chila se encuentra a unos 95 kilómetros al norte de la ciudad de Arequipa. Está comprendido entre los 15° 15′ y 15° 34′ de latitud sur, y los 72° 17′ y 71° 38′ de latitud oeste del meridiano de Greenwich, atravesando las provincias arequipeñas de Caylloma y Castilla.

### Hidrografía
La línea de crestas y cumbres de la cordillera es el divortium aquarum del sistema, pues los riachuelos ubicados al norte forman el río Apurímac, mientras que los deshielos al sur forman el río Colca. Los glaciares de la cordillera desempeñan un papel destacado ya que en ella tienen origen la fuente a partir de la cual se genera la red que forma el río Amazonas.
El origen del río Amazonas está en un pequeño manantial glaciar ubicado en el nevado Quehuisha, a 5.170 metros de altitud. Las aguas naturales que emergen del manantial proceden del deshielo de permafrost (suelo y/o subsuelo congelado), tienen una temperatura de -20 °C y descargan en la superficie constituyendo el pequeño riachuelo en la denominada Quebrada Apacheta.

## Cumbres
Cubierta por cumbres de nieves, la cordillera de Chila alcanza su mayor altitud en el nevado de Chila, con 5.655 metros.
| Nombre     | Altitud (m s. n. m.) | Coordenadas                                  |
| ---------- | -------------------- | -------------------------------------------- |
| Chila      | 5.655                | 15°24′24″S 72°09′59″O / -15.40667, -72.16639 |
| Casiri     | 5.647                | 15°27′44″S 72°10′15″O / -15.46222, -72.17083 |
| Mismi      | 5.597                | 15°31′07″S 71°40′58″O / -15.51861, -71.68278 |
| Surihuiri  | 5.556                | 15°27′39″S 71°52′04″O / -15.46083, -71.86778 |
| Minaspata  | 5.555                | 15°26′13″S 71°52′29″O / -15.43694, -71.87472 |
| Sahuarque  | 5.495                | 15°26′04″S 72°06′05″O / -15.43444, -72.10139 |
| Yuraccacsa | 5.465                | 15°26′59″S 72°09′49″O / -15.44972, -72.16361 |
| Jañopunta  | 5.462                | 15°25′30″S 72°03′40″O / -15.42500, -72.06111 |
| Fuysia     | 5.447                | 15°27′23″S 72°06′35″O / -15.45639, -72.10972 |
| Jatunpila  | 5.437                | 15°28′42″S 71°49′41″O / -15.47833, -71.82806 |